# Werkzeugschmied

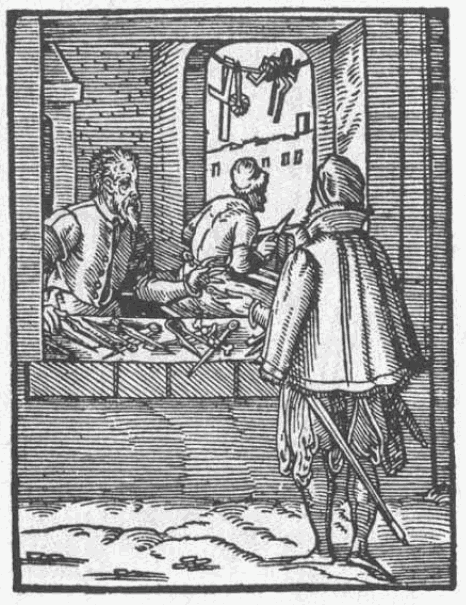
Der Zirkelschmied aus Jost Ammans Ständebuch, 1568

Der Werkzeugschmied stellte verschiedene Werkzeuge her. Er wurde auch Zeugschmied, Zirkelschmied oder Zirkler sowie Kleinschmied genannt. In den Anfangszeiten der Werkzeugherstellung wurden hauptsächlich Forstwerkzeuge wie zum Beispiel Hacken, Spezialmesser und Spaltwerkzeuge hergestellt.
Im Mittelalter zählten auch die Schlosser (im Gegensatz zu den Roheisen bearbeitenden „Großschmieden“) zu den Kleinschmieden.
Heute noch ausgeübte verwandte Berufe sind Hufschmied, Kunstschmied und Werkzeugmacher.